# シンギュラリティ (ゲーム)
『シンギュラリティ』 (SINGULARITY) は、スクウェア・エニックスより2010年9月22日に発売された、PlayStation 3およびXbox 360対応のゲームソフトである。ジャンルはFPS、またサバイバルホラー。作品の開発は、北米のゲームデベロッパであるActivision傘下のRaven Softwareで、海外ではPC版も発売されている。

## あらすじ
舞台はロシア、カムチャツカ半島近くの架空の島、カトルガ12と呼ばれる島である。この島では過去にE99と呼ばれる未知のエネルギー物質が発掘され、旧ソ連によって軍事利用を目的とした研究所があった場所だった。
2010年、アメリカの軍事偵察衛星がこの島の上空を通過した際、謎の放射線により通信障害が発生した。この島の近辺で起きた原子力施設の事故をロシアが隠蔽していると疑ったアメリカは、空軍の極秘偵察部隊を派遣した。米空軍の偵察部隊の一人、主人公ナサニエル・レンコ大尉の乗るヘリは、島の上空に到達した直後にEMPを受け、墜落してしまう。意識を取り戻したレンコが目にしたのは大破したヘリだった。島から脱出するため、レンコは同じく生き延びていたジェームズ・デブリン大尉との合流に向かう。しかし、その途中でレンコが目にしたのは数々の変死体、放棄され廃墟となった民間ドック、そしてスターリンの銅像だった。ドックを探索している途中、レンコは謎の光に巻き込まれる。次の瞬間、レンコの廻りは火に包まれていた。レンコは1955年へと時空転移してしまったのだ。
途中、足を怪我した男を背負い、共に脱出を試みるレンコ。その時、炎の中から一人の男が叫んだ。「レンコ、よせ！デミチェフを！」と。時空の歪み「特異点(シンギュラリティ)」による歴史の改変、タイムパラドックス、そしてレンコの壮絶な戦い。すべてがここから始まった。

## システム

### タイム・マニピュレーション・デバイス（TMD）
このゲームではTMDというデバイスが用いられる。TMDはE99エネルギーを使用して様々な時空操作能力を使用することができる。
時空操作は効果の強弱によって消耗するエネルギー量が異なる。
エイジング / リニュー
E99を含む物体の時間を進退させる能力。
錆びたスイッチの時間を巻き戻して動かせるようにしたり、逆に金属製の扉や橋等の時間を進めて腐敗させることができる。
人間相手に使用すると一気に骨まで風化させる一撃必殺となるが、エネルギーを大きく消費する。
インパルス
空間の時を凝縮して強大な衝撃波を相手にぶつける接近戦用の能力。体が軟弱なクリーチャーならば一撃で粉砕するほどの威力がある。
重力制御
E99を含む物体を半重力で持ち上げる能力。
物体を持ち上げる他にも、遠くのアイテムを引き寄せたり、インパルスを利用して物体を相手に投げつけるなどの応用方法がある。
E99エネルギーを一切消費しないので、使い勝手は非常に良い。
デッドロック
TMDから光球を発射し、着弾した部分に球状のフィールドを一定時間発生させる。
展開したフィールド内は時間の進みが極端に遅くなっているため、敵を足止めしたり、自分が中に入ることで敵の銃弾をやり過ごすなど様々な使い方ができる。
変異
人間相手にのみ使用できる能力。大量のE99エネルギーを一気に送り込み、クリーチャーに変異させる。
複数の敵と交戦している時に効果を発揮する能力。変異したクリーチャーは周囲を無差別に攻撃するため、敵を同士討ちさせることができる。
クロノソナー
主人公の未来の足跡、つまり進行ルートを示す能力。
別れ道に鉢合わせた時、道に迷った時などに使用すれば、足跡を見ることで正しいルートを確認できる。
ただし、表示される足跡は敵の罠や待ち伏せなどは反映されていないため注意が必要。

### マルチプレイ
このゲームでは、オンライン対戦が採用されており、兵士やクリーチャーになって、最大12人まで対戦することが可能である。
なお、マルチプレイのサーバーは日本専用のため、海外のプレイヤーとの対戦は不可。

## 登場人物
ナサニエル・レンコ大尉(Nathanael Renko)
本作の主人公。米空軍偵察部隊所属。カトルガ12に墜落し様々な出来事に巻き込まれていく。
TMDを入手してしまったことにより、彼自身にも奇妙な事象が発生してしまう。
ジェームズ・デブリン大尉(James Devlin)
主人公の同僚。米空軍偵察部隊所属。主人公同様、島に墜落し救援を求めるために無線塔を目指すが・・・
ヴィクトール・バリソフ博士(Viktor Barisov)
E99を研究しているソ連の科学者であり、TMD開発の責任者。ゲーム開始時点では既に死亡しているが、主人公が過去で行ったあることによって歴史が書き変わり、
現代でも生存したことになっている。デミチェフの野望を阻止すべく、主人公、キャスリンと行動を共にする。
性格は穏やかで常識的だが、根っからの共産主義者。
ニコライ・デミチェフ博士(Nikolai Demichev)
E99を研究していたソ連の科学者。バリソフ博士と同じくゲーム開始時点では死亡しているが、主人公が過去で行ったある行動によって生存してしまう。
TMDの軍事利用、さらには人体実験に強い関心を持っていたためにバリソフ博士との関係は徐々に悪化していき、TMDが完成したことによって完全に決裂。政治家へと転身する。
ソ連がE99で世界を支配するだけでは飽き足らず、TMDを手に入れることで自分が真の支配者になるべく、執拗に主人公を付け狙う。
キャスリン(Kathryn)
MIR-12と呼ばれる反デミチェフ組織の一員。バリソフ博士とも面識があるらしく、彼と共に主人公をサポートする。
E99博士(Dr.E99)
カトルガ12のマスコットキャラ。プロパガンダ映像などに登場する。

## 用語集
カトルガ12(Katorga 12)
カムチャツカ半島南東部に位置する架空の島。E99というエネルギー物質が発見された。しかし1950年代に謎の事故があり、ソ連政府はこの島を地図上から消した。モデルはベーリング島。
E99/エレメント99(E99)
カトルガ12で発見されたエネルギー物質。このゲームに登場するクリーチャーはE99で変異したものが多い。

## 評価
MetacriticにおけるPC版/Xbox 360版シンギュラリティの点数は76点で、PS3版の点数は77点だった。GameRankingsでの評価はPS3版が79%で、PC 版が78%、Xbox 360版が77%だった。このように、このゲームには好意的な評価が寄せられたにもかかわらず、アクティビジョンは売り上げが目標本数400,000を下回ったことについて落胆した。
en:Destructoidは「『シンギュラリティ』は、今までのFPSの寄せ集めのようであるにもかかわらず、独特の個性を放っている。もし危険なおもちゃと馬鹿げたスーパーパワーの出てくるシューティングゲームでひと夏を思いっきり楽しみたいのなら、これをお勧めする。きっとこれより面白いものには出会えないだろう。これは今年一番のFPSだといっても過言ではない。」とこのゲームを絶賛している。
IGNはen:Destructoidほど熱狂的ではないものの「ガンアクションが堅実で印象に残るシーンもある」と評価しながらも、「正確な時間操作を求めることは機械的な操作に慣れたFPSプレイヤーにとって不自由なものである、という考えが欠如しているところが非常に惜しい」とした。
このゲームに関する批判的なレビューの多くは、『Bioshock』といった他社作品との類似を指摘したものである。
Heart Of Gamingのレオン・トーマスは、エンディング、武器の性能、パズルの難易度の高さ、楽しめるプレイ、倫理システムの出来の良さといった観点から、バイオショックよりもこのゲームの方を好むと書いている（なお、トーマスのレビューはBlistered Thumbsで閲覧可能）。